# 4213 Njord
4213 Njord је астероид главног астероидног појаса чија средња удаљеност од Сунца износи 2,389 астрономских јединица (АЈ).
Апсолутна магнитуда астероида је 13,3.